# Xanthostemon formosus
Xanthostemon formosus är en myrtenväxtart som beskrevs av Peter G.Wilson. Xanthostemon formosus ingår i släktet Xanthostemon och familjen myrtenväxter. Inga underarter finns listade i Catalogue of Life.